# Йоасаф (Кроковський)
Йоаса́ф Кроко́вський гербу Кисіль (біля 1650-х — 1 липня 1718) — український церковний діяч. Ігумен Пустино-Микільського монастиря (з 1690 р.). Ректор Києво-Могилянської колегії, яка при ньому перетворилася на академію (1701 ), архімандрит Києво-Печерської лаври (з 1697 р. як Йоасаф II), митрополит Київський, Галицький та всієї Малої Русі (з 1708 р.).

## Біографія
Точна дата і місце народження невідомі, але походить з аристократичної родини гербу Кисіль. Навчався у Римі. Після повернення до Києва прийняв у 1670—1680-ті рр. чернечий постриг.
До 1693 року Кроковський був професором Києво-Могилянської колегії. 1693—1697 рр. — ректором Академії.
Митрополит Варлаам Ясинський хотів висвятити Йоасафа на єпископа-помічника, але цьому перешкодив московський уряд та патріарх.
1708 р. — був одноголосно обраний на Елекційному Соборі ієрархів Київської Митрополії на митрополита Київського, Галицького та всієї Малої Русі, затверджений та висвячений у Москві. Продовжив справу свого попередника по розбудові української церкви, сприяв розвитку Києво-Могилянської Академії, викладав там богослов'я. Склав акафіст св. Варварі, який московський патріарх дозволив друкувати лише за умови, що його буде перекладено російською мовою.[джерело?]
27-29 жовтня 1708 року цар Петро І послав укази митрополитові Йоасафу, й всім церковним ієрархам, в яких велів прибути до Глухова. Київський митрополит Йоасаф Кроковський був силоміць доставлений туди у супроводі царських опричників. Крім нього до Глухова 10-11 листопада, теж силоміць, привезли Чернігівського архиєпископа Йоана Максимовича, Переяславського єпископа Захарія Корниловича та інше духовенство. Їхнє прибуття до нової гетьманської столиці припадало на час страти української старшини, яка потрапила до полону в Батурині. Серед страчених були й церковні люди, клірики, старшина, козаки.
1709 року, за наказом Петра І, українські ієрархи примушені були виголосити анафему гетьману Іванові Мазепі.
Після Полтавської битви митрополит Йоасаф був засланий до Твері.
1710 року — в Київській Митрополії вводиться церковна цензура. З українських церковних книжок вилучаються слова, які здаються єретичними й «не відповідними православ'ю».
1718 році його знову заарештовано й повезено до Петербургу на допит. Помер у дорозі за загадкових обставин 10 липня 1718 року в Твері, похований у місцевому кафедральному соборі.
Після його смерті Київська митрополія чотири роки не була обсаджена.

## Присвяти

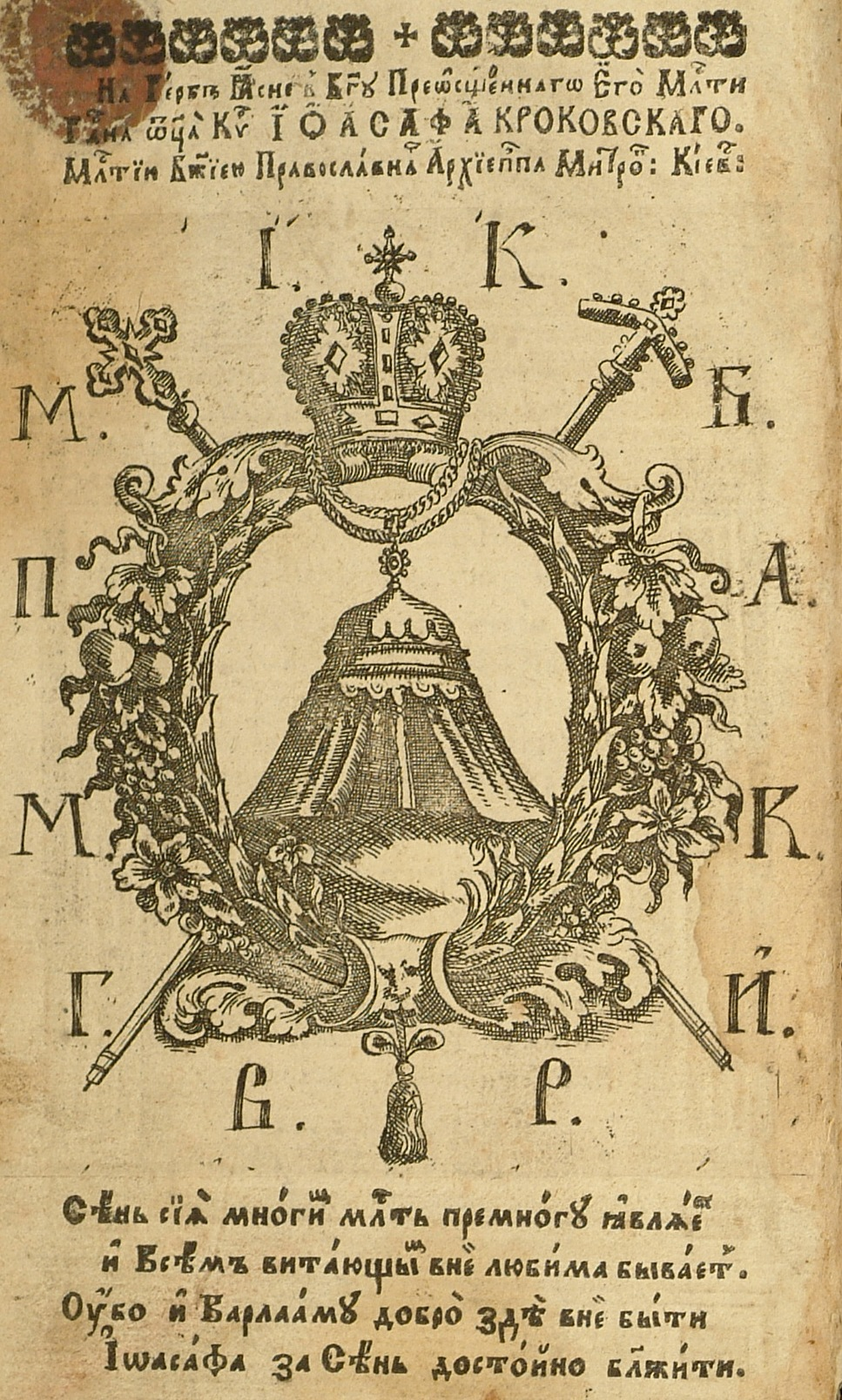
Герб Йоасафа Кроковського

Йоасаф (Кроковський) послуговувався гербом Намет (також відомим як Кисіль). В першому виданні «Алфавіту духовного», в розділі «Мова до преосвященнаго господина и отца Иоасафа Кроковскаго», він отримав присвяту від ієромонаха Ілії яка включала в себе вірші на честь герба митрополита:
|  | Древнему Ізраилю Кровом Облакъ бяше, Егда в обЂтовану землю пут(ь) творяше. НынЂ же Церкви святой Наметъ родовитый ВмЂсто Облака от зноя — Покров знаменитый. Зде да витает грядый в Сіон вЂчной славы, Под Кровом пут(ь) прохладен, кто благій ест(ь) нравы. |

На честь повернення Йоасафа до Києва в митрополичій гідності та його інтронізації студенти Києво-Могилянської академії підготували панегірники. Найбільш відомий з ний належав перу І. Нарольського: 
|  | Insigne Honorum in Gentilitio Krokowscians Tentorio Illustrissimo ac Reverendisiimo in Christo Patri Joasapho Krokowski, Kijovensi, Haliciensi etc. Metropolita Solium septem sapiaentiae Sophiae columnis erectum ad Deus et ornamentum ejusdem Illustrissimi Nominis necnon singular incrementum Neoexorti Honoris in Primo Cathedrae in quedum inter publicos archiprasulae inaugurationis Plausus ad Triumphos rudi Minervae |

В ньому Нарольський возвеличував мудрість Йоасафа, чий трон покоїться на 7 стовпах святої Софії. Інші панегірики рясніють цитатами з античних класиків та алегоріями небесних світил. У панегіриках мистецьки обігрувалася його прихильність до коперніканства й геліоцентризму. Митрополита змальовано як чудового викладача, який навчав не тільки мистецтву, а й також побожності та численним чеснотам.
Крім того Йоасафа (Кроковського) звеличували як митрополита, вільно обраного голосами всіх людей та єпископів «своєї нації» («suo natione»), а процедуру його зведення на престол порівнювали з інтронізацією британських монархів. Значення храму Св. Софії, що мав стати резиденцією майбутнього митрополита, поширюється на весь руський світ («Rossiaco Orbi»), писали панегіристи.